# Longpré-les-Corps-Saints
Longpré-les-Corps-Saints település Franciaországban, Somme megyében. Lakosainak száma 1520 fő (2022. január 1.). Longpré-les-Corps-Saints Airaines, Bettencourt-Rivière, Condé-Folie, L’Étoile, Fontaine-sur-Somme és Long községekkel határos.

## Népesség
A település népességének változása:
| Lakosok száma | 1664 | 1650 | 1692 | 1660 | 1623 | 1587 | 1550 | 1536 | 1520 |
|               | 2013 | 2015 | 2016 | 2017 | 2018 | 2019 | 2020 | 2021 | 2022 |